# 小行星12408
小行星12408（12408 Fujioka）是一颗绕太阳运转的小行星，为主小行星带小行星。该小行星于1995年9月发现。
該小行星以日本男演員藤岡弘、命名。

## 轨道参数
小行星12408的轨道半长轴为2.3961219 UA，离心率为0.151。